# Хлюпино (Орловская область)
Хлю́пино — посёлок в Свердловском районе Орловской области. Входит в состав Котовского сельского поселения.

## География
Посёлок находится на расстоянии 4 км к юго-востоку от посёлка городского типа Змиёвка, административного центра района, и 42 км к юго-востоку от города Орёл, административного центра района.

### Часовой пояс
Посёлок Хлюпино, как и вся Орловская область, находится в часовой зоне МСК (московское время). Смещение применяемого времени относительно UTC составляет +3:00.

## Население
| 2010 |
| ---- |
| 32   |

## Улицы
В посёлке имеется одна улица — Раздольная.